# Emmanuel Rodríguez (Boxer)
Emmanuel Rodríguez (* 6. August 1992 in Manati, Puerto Rico, als Emmanuel Rodriguez Vazquez) ist ein puerto-ricanischer Profiboxer im Bantamgewicht und aktuell ungeschlagen.
Er wird von Juan Orengo gemanagt und von Leon Margules promotet.

## Amateurkarriere
Rodríguez trat bei den Olympischen Jugend-Sommerspielen 2010 im Fliegengewicht an und gewann durch einen Finalsieg gegen D-J Maaki aus Nauru die Goldmedaille.

## Profikarriere
Im Jahre 2012 debütierte Rodríguez.
Am 5. Mai des Jahres 2018 boxte er gegen den ehemaligen britischen Weltmeister Paul Butler (26-1-0) um die vakante IBF-Weltmeisterschaft und siegte klar und einstimmig nach Punkten.